# Nachtmerrie (lied)
Nachtmerrie is een lied van de Nederlandse rapper Sevn Alias. Het werd in 2017 als single uitgebracht.

## Achtergrond
Nachtmerrie is geschreven door Sevaio Mook en Stacey Walroud en geproduceerd door Esko. Het is een nummer uit het genre nederhop. In het lied rapt de artiest over het blijven verdienen van geld, ondanks dat hij nu rijkdommen heeft. Hij wil immers niet blut zijn. De artiest bracht het lied eerst uit als single, om vervolgens vier dagen later de ep Precasso uit te brengen, met daarom Nachtmerrie, Mowgli en Work. De single heeft in Nederland de gouden status.

## Hitnoteringen
De rapper had succes met het lied in de hitlijsten van Nederland. Het piekte op de 33e plaats van de Nederlandse Single Top 100 en stond zeven weken in deze hitlijst. De Nederlandse Top 40 werd niet bereikt; het kwam hier tot de zevende plaats van de Tipparade.